# Carmine Talarico
Carmine Talarico (Crotone, 19 marzo 1952) è un politico italiano, sindaco di Crotone dal 1992 al 1993 nonché primo Presidente della Provincia di Crotone dal 1995 al 2004.

## Biografia
Terminati gli studi magistrali nel 1970, si laurea in pedagogia all'Università degli Studi di Salerno nel 1974 e nel 1983 diventa giornalista pubblicista.
Inizia la sua attività politica nel 1992, quando alle elezioni amministrative del 7 giugno è eletto sindaco di Crotone nelle liste del PDS. Resta tuttavia in carica solo un anno, dato che nella successiva tornata elettorale viene eletto Domenico Lucente.
Nel 1995 concorre per il centrosinistra alla presidenza della Provincia di Crotone, istituita tre anni prima, e vince le elezioni del 7 maggio con il 54,8%. È riconfermato anche alla successiva tornata elettorale del 1999, restando presidente della provincia fino al 2004.

### Procedimenti giudiziari
Nel 2001 è arrestato, e in seguito posto agli arresti domiciliari, per turbativa d'asta, concussione e peculato con l'accusa di aver pilotato, in concorso con altri politici, imprenditori e dirigenti pubblici, gli appalti per la ristrutturazione dell'ex hotel Bologna, destinato a essere sede dell'amministrazione provinciale. Nel 2011 la Corte di Cassazione conferma la condanna di Talarico a quattro anni e tre mesi di reclusione.